# 1147
1147 (MCXLVII) fue un año común comenzado en miércoles del calendario juliano.

## Acontecimientos
- Abril – El almohade Abd al-Mumin destruye el imperio almorávide después de capturar Marrakech; tomarán también Sevilla.
- 24 de abril – El papa Eugenio III, concedió a los Caballeros Templarios el derecho a llevar permanentemente la Cruz paté roja en su hombro izquierdo.
- Junio – La invasión de Wagria por Niklot lleva a la cruzada wenda; los cruzados fuerzan el tributo de los wendos, pero fracasan en la conversión de la mayor parte de la población.
- 21-28 de octubre – Sitio de Lisboa: Primera conquista de Lisboa por el rey Alfonso I de Portugal y los cruzados.
- Los turcos capturan Edesa.
- Luis VII de Francia y el emperador alemán Conrado III participan en la Segunda Cruzada, que comienza este año.
- Se funda la ciudad de Moscú el 5 de septiembre de 1147
- 25 de octubre – Batalla de Dorilea (1147): Los turcos selyúcidas derrotan a los cruzados alemanes dirigidos por Conrado III.
- Se menciona por vez primera en una crónica rusa la ciudad de Moscú; era una aldea en las fronteras del principado de Vladímir-Súzdal.
- Se funda la abadía de Dore.
- Hildegarda de Bingen funda el convento de Rupertsberg cerca de Bingen.
- Roger II de Sicilia toma Corfú a los bizantinos, y rapiña Corinto, Atenas y Tebas.

## Nacimientos
- Minamoto no Yoritomo, primer shōgun de Japón.
- Papa Gregorio IX.

## Fallecimientos
- 13 de enero - Robert de Craon, Gran Maestre de la Orden del Temple.
- Ibn Bassan, escritor hispanomusulmán natural de Santarém.